# Beyond the Black
Beyond the Black is een Duitse symfonische-metalband die in 2014 in Mannheim werd opgericht door zangeres Jennifer Haben (eerder zangeres van de band Saphir).

## Geschiedenis
Tijdens het samenstellen van het eerste album vroeg Haben gitarist Nils Lesser, gitarist/achtergrondzanger Christopher Hummels, keyboardist Michael Hauser, bassist Erwin Schmidt en drummer Tobias Derer om haar te begeleiden tijdens liveoptredens. Hun eerste optreden was op het hoofdpodium van Wacken Open Air in 2014. Ook ging de band op tour met Saxon en Hell.
Op 13 februari 2015 bracht Beyond the Black hun debuutalbum Songs of Love and Death uit, welke de 51e plek van de Zwitserse, de 12e plek van de Duitse en de 21e plek van de Oostenrijkse hitlijst bereikte. Het album werd geproduceerd door gitarist Sascha Paeth van de band Avantasia en werd positief onthaald door recensenten. Eén week later — op 20 februari — bracht de band het nummer In the Shadows live ten gehore in de Duitse ontbijtshow op televisiezender Sat.1.
Op 13 mei 2015 begon Beyond the Black aan een tour door Duitsland, inclusief een optreden op Wave-Gotik-Treffen op 23 mei van dat jaar. Ook werden andere festivals in Duitsland, Oostenrijk en Zwitserland aangedaan.

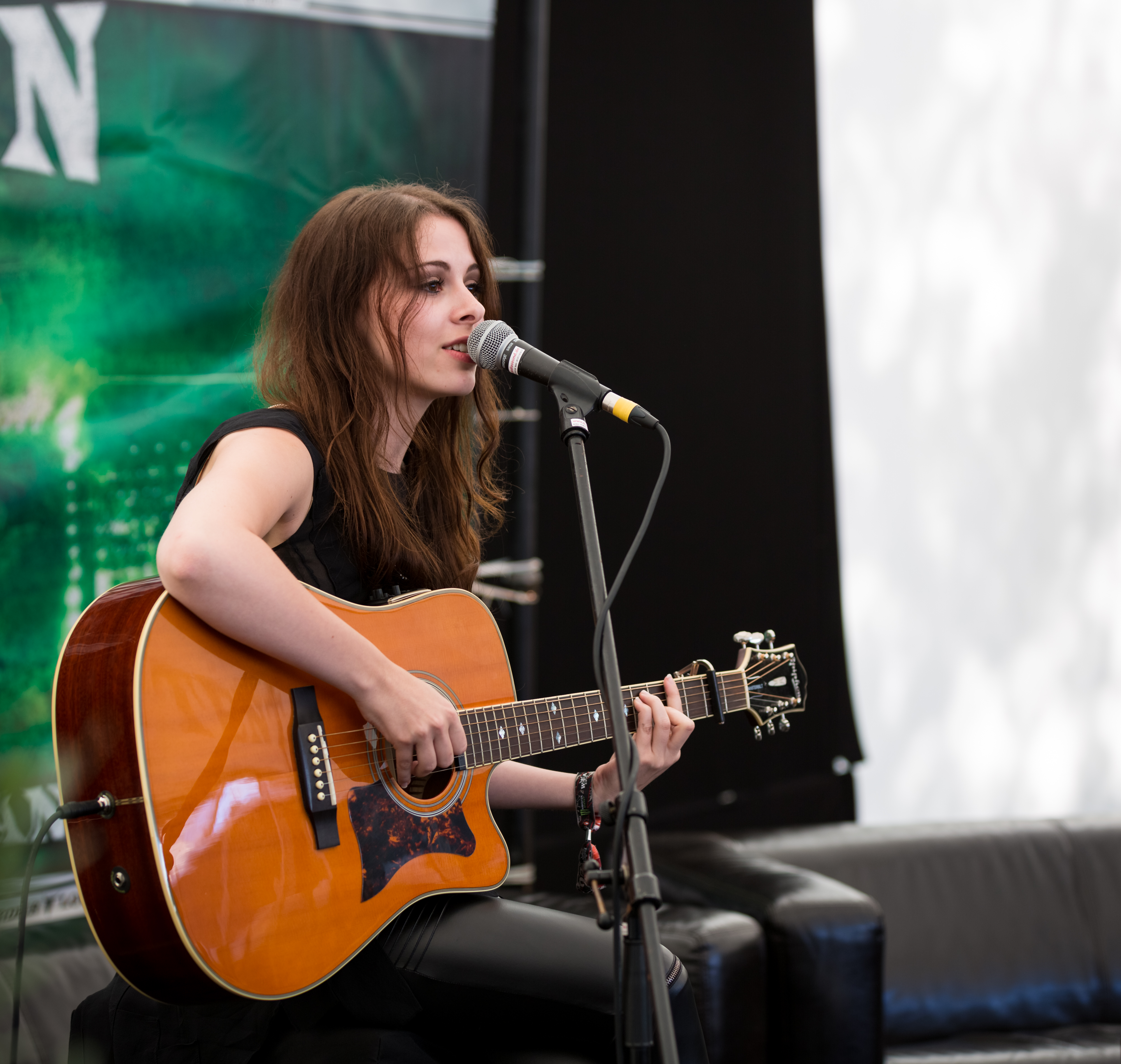
Jennifer Haben tijdens een liveconcert (2016)

Beyond the Blacks tweede album genaamd Lost in Forever verscheen op 12 februari 2016. De deluxe-editie was tevens voorzien van negen live-nummers (inclusief een live uitgevoerde, niet eerder verschenen cover), een interview en interactief menu. Op 15 juli 2016 werd medegedeeld dat alle leden bevalve zangeres Jennifer Haben de band hadden verlaten. Haben zette de band, na een oproep op de eigen website, voort met nieuwe leden, te weten Kai Tschierschky (drums), Tobi Lodes (gitaar), Chris Hermsdörfer (leadgitaar), Stefan Herkenhoff (basgitaar) en Jonas Roßner (keyboards).
Op 13 januari 2017 werd een speciale toureditie van Lost In Forever uitgebracht met daarop extra nummers. Daarna volgde een tour door het Verenigd Koninkrijk, Tsjechië, Polen, Rusland en Japan. Ook stond Beyond the Black in 2017 in het voorprogramma van Aerosmith en Scorpions.
Begin 2018 verliet keyboardist Jonas Roßner omwille van privéredenen de band. Op 31 augustus van dat jaar verscheen het derde album Heart of the Hurricane. Daarna ging de band op een langdurige tour met de Nederlandse symfonische-metalband Within Temptation. In 2019 werd de Black Edition van Heart of the Hurricane uitgebracht met daarop drie nieuwe nummers. Ook tourde de band het hele jaar door Europa.
Op 19 juni 2020 bracht Beyond the Black het vierde album genaamd Hørizøns uit. Ook werd een Europese tour samen met de Zweeds-Deense metalband Amaranthe aangekondigd.
In juli 2022 stond de band op het vierdaagse rockfestival Midalidare - Rock in the Wine Valley in Bulgarije, tezamen met Within Temptation. Op 9 september 2022 bracht Amaranthe een alternatieve versie van hun nummer Make It Better uit met Haben als gastzangeres.
Op 13 januari 2023 bracht Beyond the Black het vijfde album genaamd Beyond the Black uit. Het album behaalde de tweede plek van de Duitse, de 14e plek van de Oostenrijkse en de 6e plek van de Zwitserse hitlijst, de hoogste plekken tot op heden.

## Discografie

### Ep's
| Jaar | Titel                                      |
| ---- | ------------------------------------------ |
| 2020 | W:O:A Acoustic Clash: The Lockdown Session |

### Albums
| Jaar | Titel                   |
| ---- | ----------------------- |
| 2015 | Songs of Love and Death |
| 2016 | Lost in Forever         |
| 2018 | Heart of the Hurricane  |
| 2020 | Hørizøns                |
| 2023 | Beyond the Black        |
| 2026 | Break The Silence       |

### Singles
| Jaar | Titel                          | Album                                 |
| ---- | ------------------------------ | ------------------------------------- |
| 2015 | In the Shadows                 | Songs of Love and Death               |
| 2016 | Lost in Forever                | Lost in Forever                       |
| 2017 | Night Will Fade                | Lost in Forever (Tour Edition)        |
| 2017 | Forget My Name (2017 Version)  |                                       |
| 2018 | Heart of the Hurricane         | Heart of the Hurricane                |
| 2018 | Million Lightyears             | Heart of the Hurricane                |
| 2018 | Breeze                         | Heart of the Hurricane                |
| 2019 | Through the Mirror             | Heart of the Hurricane: Black Edition |
| 2020 | Misery                         | Hørizøns                              |
| 2020 | Golden Pariahs                 | Hørizøns                              |
| 2020 | Wounded Healer                 | Hørizøns                              |
| 2020 | Human                          | Hørizøns                              |
| 2021 | Wasted Years (Amazon Original) | -                                     |
| 2022 | Reincarnation                  | Beyond The Black                      |
| 2022 | Is There Anybody Out There?    | Beyond The Black                      |
| 2022 | Winter Is Coming               | Beyond The Black                      |
| 2022 | Dancing In The Dark            | Beyond The Black                      |
| 2023 | Free Me                        | Beyond The Black                      |
| 2023 | Call My Name                   | -                                     |
| 2023 | Wide Awake (Piano version)     | Beyond The Black                      |
| 2024 | I Remember Dying               | Beyond The Black                      |
| 2024 | Into The Light                 | Beyond The Black                      |
| 2025 | Rising High                    | Break The Silence                     |
| 2025 | Break The Silence              | Break The Silence                     |

### Promotionele singles
| Jaar | Titel                   | Album                   | Opmerkingen   |
| ---- | ----------------------- | ----------------------- | ------------- |
| 2015 | Songs of Love and Death | Songs of Love and Death |               |
| 2015 | Love Me Forever         | Songs of Love and Death |               |
| 2016 | Written In Blood        | Lost in Forever         |               |
| 2023 | Wounded Healer          | Hørizøns                | met Elize Ryd |